# 完備圏
数学では、完備圏とは任意の小さな極限が存在する圏である。つまり、すべての図式F ： J → C （ Jは小さい）において、Cの極限がある場合、圏Cを完備と呼ぶ。これの双対概念として、 余完備圏とは、任意の小さな余極限が存在する圏である。双完備圏とは、完備と余完備の両方の性質を持った圏である。